# Wolfenstein II: The New Colossus
Wolfenstein II: The New Colossus is een first-person shooter ontwikkeld door MachineGames. Het spel wordt uitgegeven door Bethesda Softworks en kwam wereldwijd op 27 oktober 2017 uit voor PlayStation 4, Windows en Xbox One. De versie voor de Nintendo Switch is uitgekomen op 29 juni 2018. Het is het achtste spel in de Wolfenstein-serie (exclusief spin-offs).

## Verhaal
Het verhaal gaat verder vanuit de vorige game, Wolfenstein: The New Order, waarin B.J. Blazkowicz en de Kreisau Circle het voor elkaar krijgen om Deathshead te vermoorden. Hierbij raakt Blazkowicz echter in een coma.
In The New Colossus wordt Blazkowicz wakker, op een onderzeeër op het moment dat de antagonist hem en zijn vrienden gevonden hebben. Generaal Engel (de antagonist) wil 'Terror-Billy' terechtstellen voor alles wat hij heeft gedaan. Dit lukt gedeeltelijk. Generaal Engel krijgt het voor elkaar om Fergus en Caroline te vangen en zegt ze in leven te houden als Blazkowicz zichzelf aangeeft. Dit doet hij, en hij ontmoet de generaal in haar vliegende schip samen met de twee andere gevangengenomen vrienden. Generaal Engel houdt zich echter niet aan haar woord en onthoofd Caroline terwijl haar dochter, Sigrud Engel, toekijkt. Als Engel op het punt staat om Fergus Reid te onthoofden, valt Sigrud haar moeder aan en hierdoor verliest Fergus niet zijn hoofd, maar slechts zijn arm. Engel kan niet op tegen Blazkowicz die Carolines wapenuitrusting aanheeft en vlucht. Vanaf dan hoort Sigrud Engel bij de Kreisau Circle. 
Blazkowicz moet hierna de nazi's die nog in het schip zijn vermoorden, aangezien ze op die manier de onderzeeër hebben getraceerd.
Het volgende plan is om naar Amerika te reizen en daar een andere verzetsgroep te rekruteren. Blazkowicz reist erheen en ontmoet Grace, de leider van deze verzetsbeweging. Ze gaan terug naar de boot en daar neemt Grace het over, omdat hun vorige leider, Caroline dood is.